# Marc Vann
Marc Vann (n. 23 de agosto de 1954) es un actor estadounidense. Es conocido por su papel de Conrad Ecklie en la serie de la CBS, CSI. También ha tenido papeles notable en Angel y en Early Edition. 

## Biografía
Nació en Norfolk, Virginia, Estados Unidos. Antes de mudarse a Los Ángeles y de empezar a trabajar en la televisión, tuvo varios papeles en el teatro. Mientras trabajaba en CSI, apareció en dos capítulos de Boston Legal en 2006. Entre abril y mayo de 2007, Vann tuvo varios papeles en diversas series. Actuó en Criminal Minds como Adam Fuchs, en Without A Trace como Pete Weber y en Grey's Anatomy. En ese mismo año, hubo un capítulos en el que se cruzaron las series CSI y Without A Trace', aunque eso no significó que los personajes que interpretaba en ambas series, fueran el mismo. En 2008, actuó en dos series, ambas de la ABC. Primero Lost como el doctor Ray y después en Eli Stone.

## Filmografía
- CSI --- Conrad Ecklie (67 episodios, 2000-2015)
- Lost --- Doctor Ray (4 episodios, 2008)
- Eli Stone --- Stanley Lyme (1 episodio, 2008)
- Criminal Minds --- Adam Fuchs (1 episodio, 2007)
- Without a Trace --- Pete Weber (1 episodio, 2007)
- Grey's Anatomy --- Hematologista (1 episodio, 2007)
- Dirt --- Dr. Kozar (1 episodio, 2007)
- Standoff --- Roger Lestak (1 episodio, 2006)
- The O.C. --- Detective Warner (1 episodio, 2006)
- Boston Legal --- D.A. Scott Bodnar (2 episodios, 2005-2006)
- Damages (2006) --- LaBelle
- Angel --- Doctor Sparrow (3 episodios, 2003-2004)
- Frasier --- Paul (1 episodio, 2002)
- The Forsaken (2001) --- Decker
- Stranger Inside (2001) --- Nelson
- Malcolm in the Middle --- Mr. Pinter (1 episodio, 2000)
- Cupid --- Dr. Ian Frechette (1 episodio, 1998)
- Early Edition --- Phil Pritchard (3 episodios, 1996)